# Anna von Schleswig-Holstein-Gottorf (1575–1610)
Anna von Schleswig-Holstein-Gottorf (* 27. Februar 1575 in Schloss Gottorf; † 24. April 1610 in Leerort) war die zweite Frau von Enno III. und dadurch Gräfin von Ostfriesland.
Sie war eine Tochter des Herzogs Adolf von Schleswig-Holstein-Gottorf und der Landgräfin Christine von Hessen, die ihrerseits eine Tochter des Landgrafen Philipp I. von Hessen war. Ihr Zwillingsbruder Johann Adolf war der erste evangelische Fürstbischof von Lübeck (1586–1607) und der zweite evangelische Erwählte Erzbischof des Erzbistums Bremen (1585–1596), sowie als Nachfolger seines Vaters Herzog von Schleswig-Holstein-Gottorf (1590–1616).
Enno III. von Ostfriesland heiratete Anna von Schleswig-Holstein-Gottorf am 28. Januar 1598 in Esens, zwölf Jahre nach dem Tod seiner ersten Gemahlin. Das Paar hatte fünf Kinder:
- Edzard Gustav (* 15. April 1599; † 18./19. April 1612),
- Anna Maria (* 23. Juni 1601 in Aurich; † 15. Februar 1634 in Schwerin); ⚭ in Vörde am 4. September 1622 Herzog Adolf Friedrich I. von Mecklenburg-Schwerin (* 15. Dezember 1588; † 27. Februar 1658),
- Rudolf Christian (* 25. Juni 1602; † 16. April 1628), Graf von Ostfriesland (1625–1628),
- Ulrich II. (* 6. Juli 1605; † 1. November 1648), Graf von Ostfriesland (1628–1648); ⚭ in Aurich am 5. März 1631 Juliane von Hessen-Darmstadt (* 14. April 1606; † 15. Januar 1659),
- Christina Sophia (* 26. September 1609 in Aurich; † 20. März 1658 in Frankfurt am Main); ⚭ in Aurich am 2. Juni 1632 Landgraf Philipp von Hessen-Butzbach (* 26. Dezember 1581; † 28. April 1643).

Am 24. April 1610 starb Anna. Ihre sterblichen Überreste befinden sich im Cirksena-Mausoleum in Aurich.